# Violență de stat
Violența de stat este definită ca „folosirea autorității guvernamentale legitime pentru a provoca vătămări și suferințe inutile unor grupuri, indivizi și state”.  Poate fi definită în sens larg sau restrâns pentru a se referi la astfel de evenimente ca genocid,  terorism de stat,  atacuri cu drone,  brutalitatea poliției,  supraveghere în masă sau violență juridică. 